# Фокеев, Иван Степанович
Ива́н Степа́нович Фоке́ев (7 августа 1901, Жайск, Муромский уезд, Владимирская губерния, Российская империя — 30 апреля 1948, Йошкар-Ола, Марийская АССР, РСФСР, СССР) — советский партийный и административный деятель. Председатель Йошкар-Олинского горисполкома Марийской АССР (1939—1941, 1945—1948), заместитель Председателя Президиума Верховного Совета Марийской АССР II созыва (1947—1948). Член ВКП(б). Участник Гражданской и Великой Отечественной войн.

## Биография
Родился 7 августа 1901 года в с. Жайск ныне Вачского района Нижегородской области в крестьянской семье. 
В 1919 году призван в РККА. Участник Гражданской войны, до 1924 года находился на военной службе. 
С 1925 года находился на партийной работе в Нижегородской губернии.
С 1930 года в Марийской автономной области: в 1930—1931 годах — ответственный (первый) секретарь Оршанского, в 1931—1933 годах — Йошкар-Олинского райкомов ВКП(б). В 1933—1934 годах заведовал Горномарийской районной контрольной комиссией Рабоче-крестьянской инспекции. В 1935—1938 годах — заведующий сельскохозяйственным отделом Марийского обкома ВКП(б), заместитель председателя Марийского облисполкома. В 1938—1939 годах — начальник треста «Маритранлес», в 1939—1941 годах — председатель Йошкар-Олинского горисполкома Марийской АССР. 
В июле 1941 года призван в РККА. Участник Великой Отечественной войны: заместитель начальника политотдела 171 стрелковой дивизии 79 стрелкового полка 3-й ударной армии на западных фронтах войны, майор. Был тяжело ранен. Награждён орденами Отечественной войны II и I степени, медалями.
Вернулся на родину, с 1945 по 1948 год вновь был председателем Йошкар-Олинского горисполкома. В 1938—1948 годах избирался депутатом Верховного Совета Марийской АССР I и II созыва, в 1947—1948 годах — заместитель Председателя Президиума Верховного Совета Марийской АССР. О нём уважительно отозвался М. Шкетан в одном из своих рассказов. Награждён орденом Почётной грамотой Президиума Верховного Совета Марийской АССР.
Скоропостижно скончался 30 апреля 1948 года в Йошкар-Оле.

## Награды
- Орден Отечественной войны I степени (22.04.1945)[2][3]
- Орден Отечественной войны II степени (22.02.1944)[2][3]
- Медаль «За победу над Германией в Великой Отечественной войне 1941—1945 гг.» (09.05.1945)[2][3]
- Медаль «За взятие Берлина» (04.08.1945)[5]
- Медаль «За освобождение Варшавы» (04.08.1945)[5]
- Почётная грамота Президиума Верховного Совета Марийской АССР (1946)[1]